# Le Mystère de Grosbois
Le Mystère de Grosbois est le 1er album de la série de bande dessinée La Patrouille des Castors dessiné par MiTacq sur un scénario de Jean-Michel Charlier. Il est prépublié dans le journal Spirou entre novembre 1954 et mars 1955, puis publié sous forme d'album en 1957.

## Univers

### Synopsis
La Patrouille des Castors, six scouts emmenés par Poulain, partent à l'aventure lorsqu'ils découvrent, dans une forêt, les ruines d'une vieille abbaye abandonnée depuis la Révolution française.  La forêt appartient au Baron de Grosbois, un vieil homme vivant avec son petit-fils, Alain.  La légende indique que les ruines cachent le trésor de leurs ancêtres.  Les scouts essaient de percer le mystère et de découvrir le trésor.  Ils ne sont pas les seuls. L'action est censée se dérouler en Belgique au vu des uniformes des gendarmes venus arrêter les méchants.

### Personnages
Les scouts :
- Poulain, chef de patrouille[1]
- Chat[2]
- Faucon[3]
- Tapir[1]
- Mouche[4]
- Lapin[5]

Les autres personnages :
- Le Baron de Grosbois, châtelain, propriétaire de la forêt
- Alain de Grosbois, le petit-fils du Baron
- Le Professeur Goulard, archéologue travaillant pour la Commission des Monuments et sites

## Historique

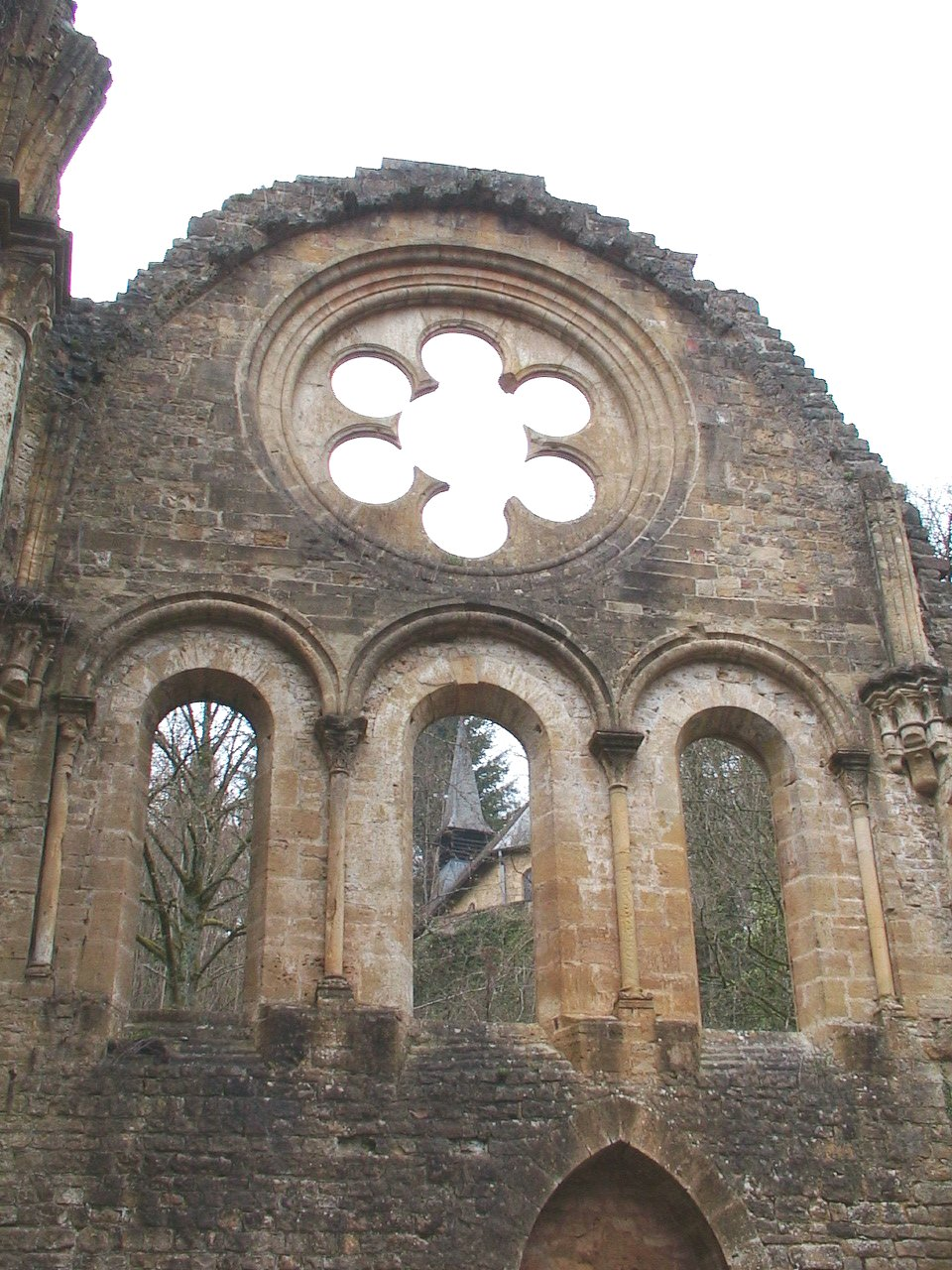
Ruines de l'Abbaye d'Orval dont la rosace n'est pas sans rappeler celle dessinée par MiTacq en planche 33

Premier album de la série, l'histoire cette abbaye abandonnée pendant la Révolution française est inspirée de l'histoire de l'Abbaye Notre-Dame d'Orval et de l'Abbaye de Villers-la-Ville, toutes deux actuellement en Belgique.

## Publication

### Revue
Publié dans Spirou du 21 novembre 1954 (n° 867) au 31 mars 1955 (n° 885).

### Album
Publié en album en octobre 1957, aux éditions Dupuis.  Il a ensuite été réédité en janvier 1964 (avec un numéro 1, sur la couverture), en janvier 1978, en juin 1983 et juillet 1985 (en album cartonné). Il a ensuite été réédité dans le 1er tome de la série Tout MiTacq, Les Castors - Face aux ombres mystérieuses, publié en août 1989 et dans le 1er tome de L'intégrale de la Patrouille des Castors, en mars 2011.

### Couverture de l'album
La couverture de l'album représente Poulain et Tapir devant les ruines de l'abbaye où se trouve le Professeur Goulard.

### Incohérences
Le faux garde forestier change d'aspect entre sa première apparition planche 5 et sa réapparition planche 30.
Planche 6, Poulain désigne Geai probablement pour parler de Faucon. C'est la seule fois dans cet album où il est fait mention de Geai.
Chat, n'a rien à faire avec les Castors planche 41 puisqu'au même moment il est fait prisonnier avec Tapir.